# وستئنا
شهر وستئنا (به سوئدی: Vadstena) در ناحیه شهری وستئنا در کشور سوئد واقع شده‌است. جمعیت این شهر ۱۶۵۳٫۲۱  نفر است.

## نگارخانه

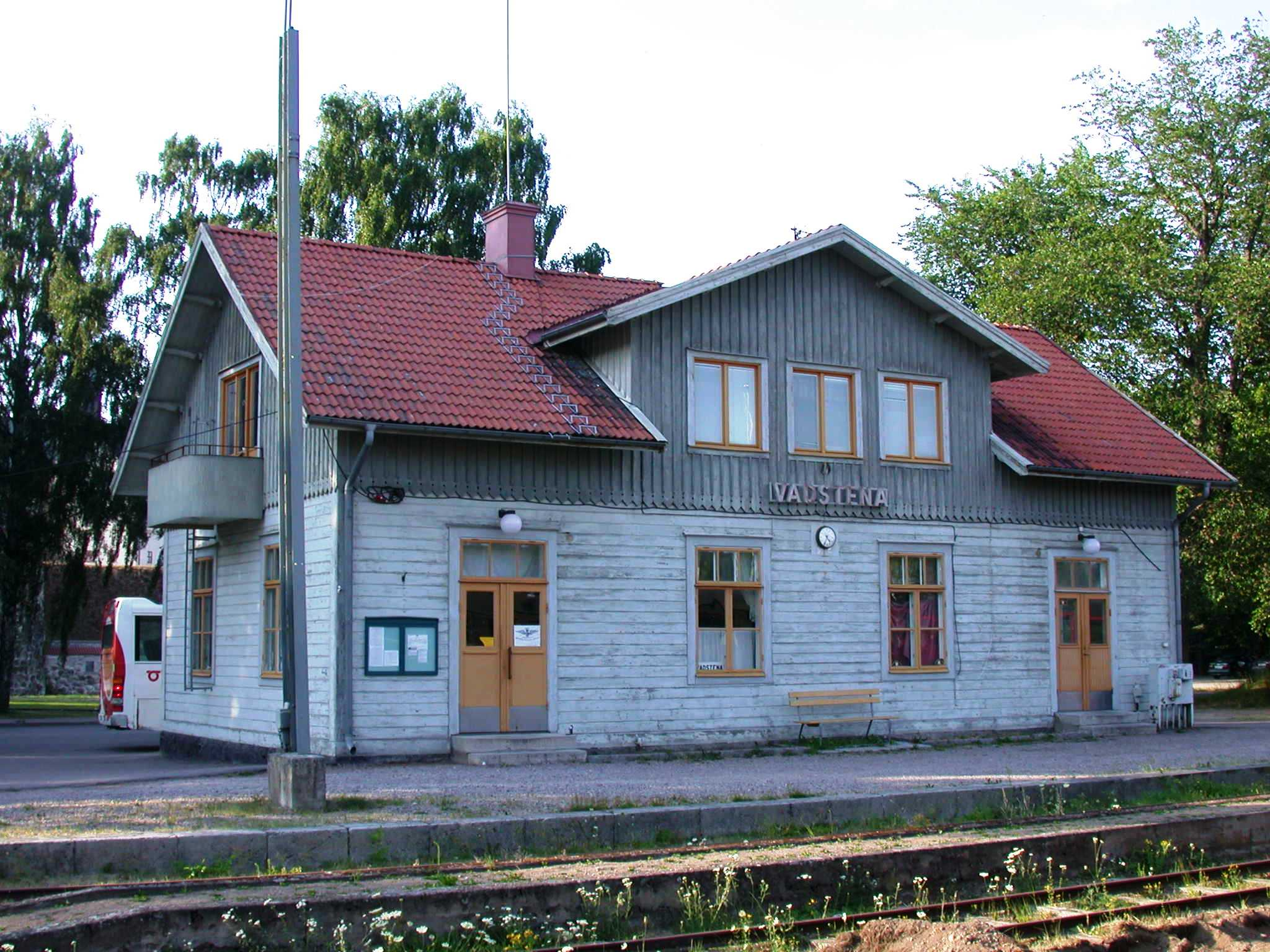
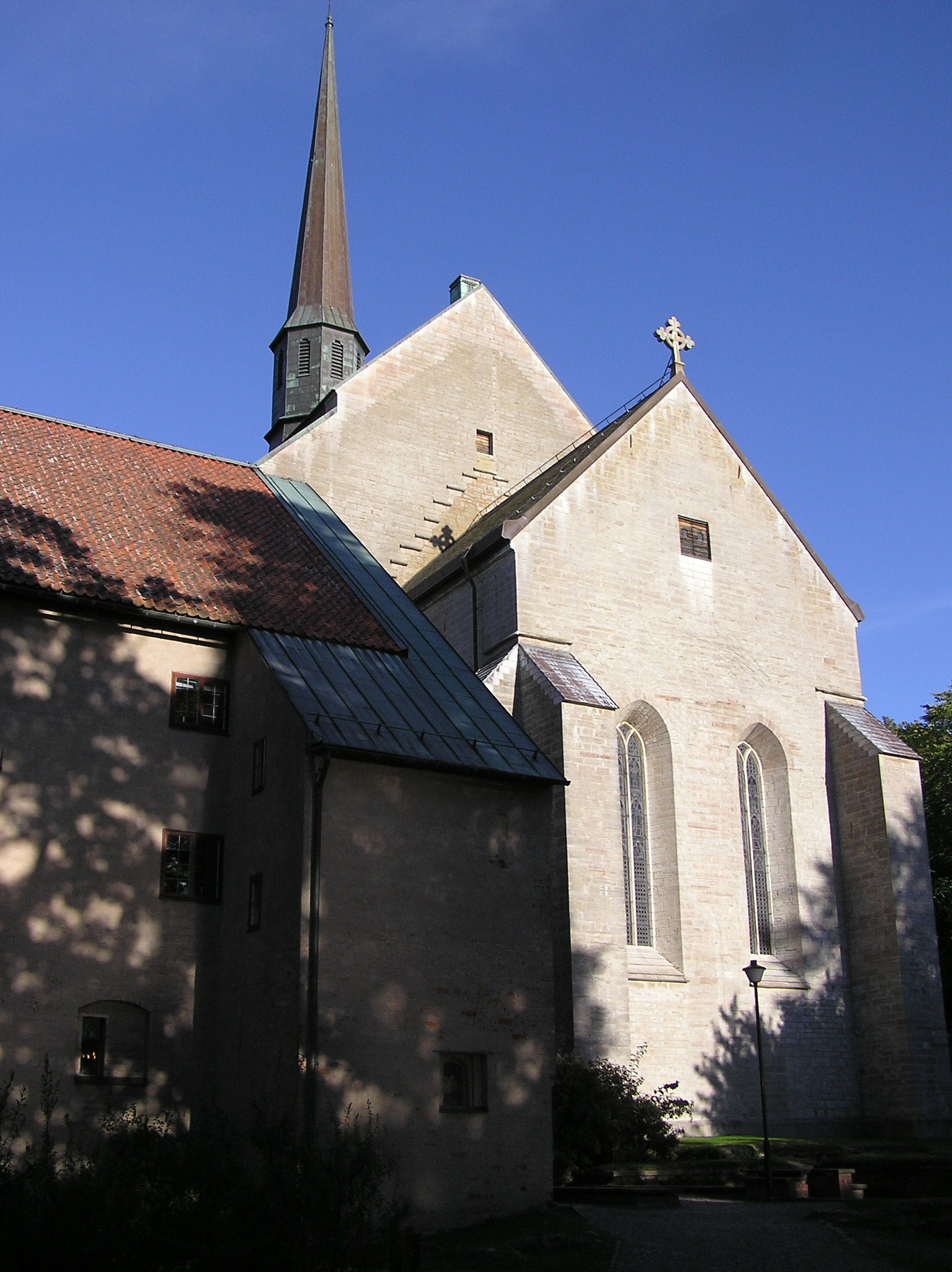
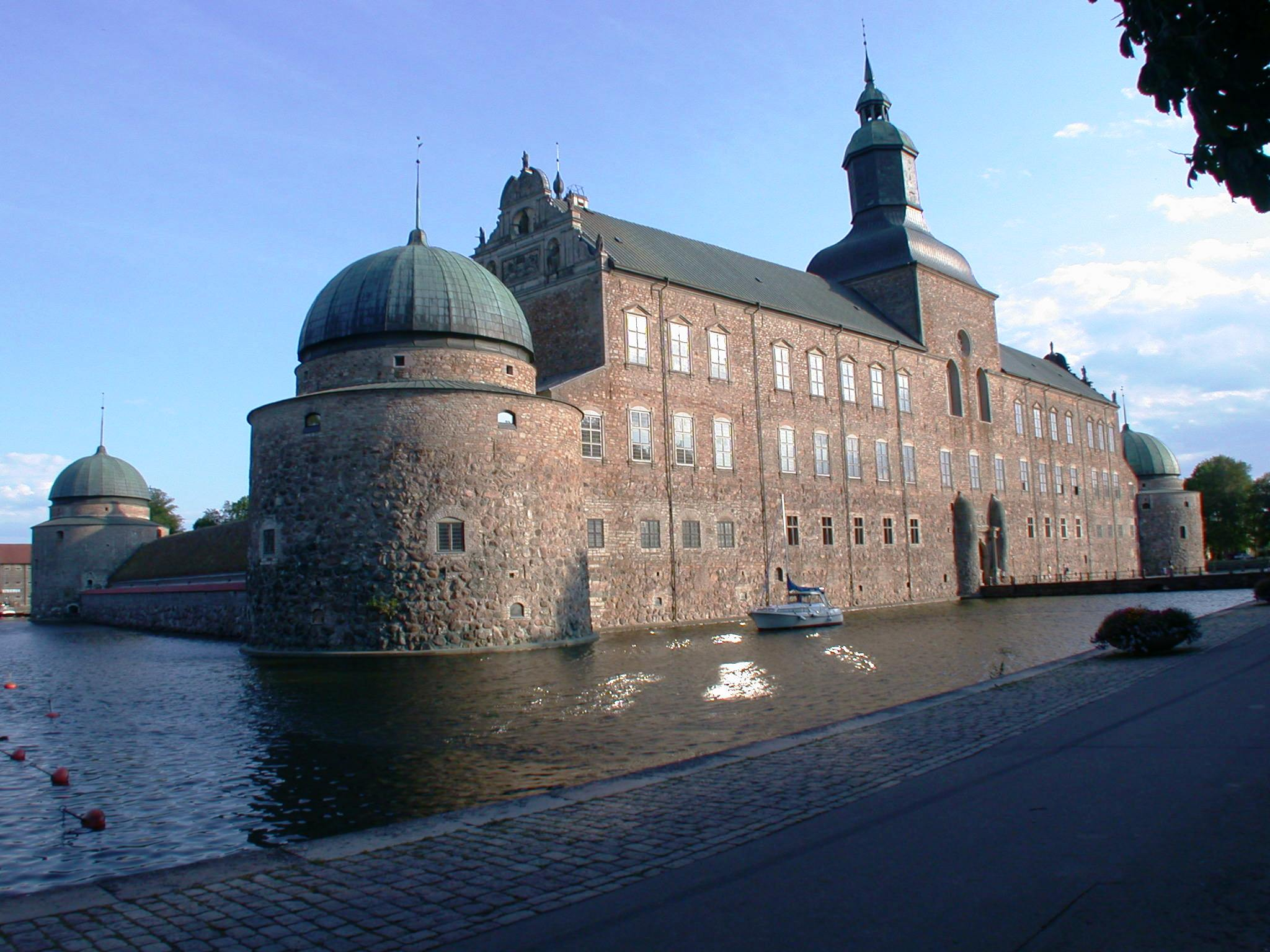